# 덤불멧돼지
덤불멧돼지(학명: Potamochoerus porcus) 또는 부시피그(Bushpig)는 아프리카에 서식하는 멧돼지과의 종으로 대대수가 기니와 콩고의 열대우림에 분포한다. 열대우림 밖에서는 거의 볼 수 없으며 일반적으로 강이나 늪 근처 지역을 선호한다.

## 특징

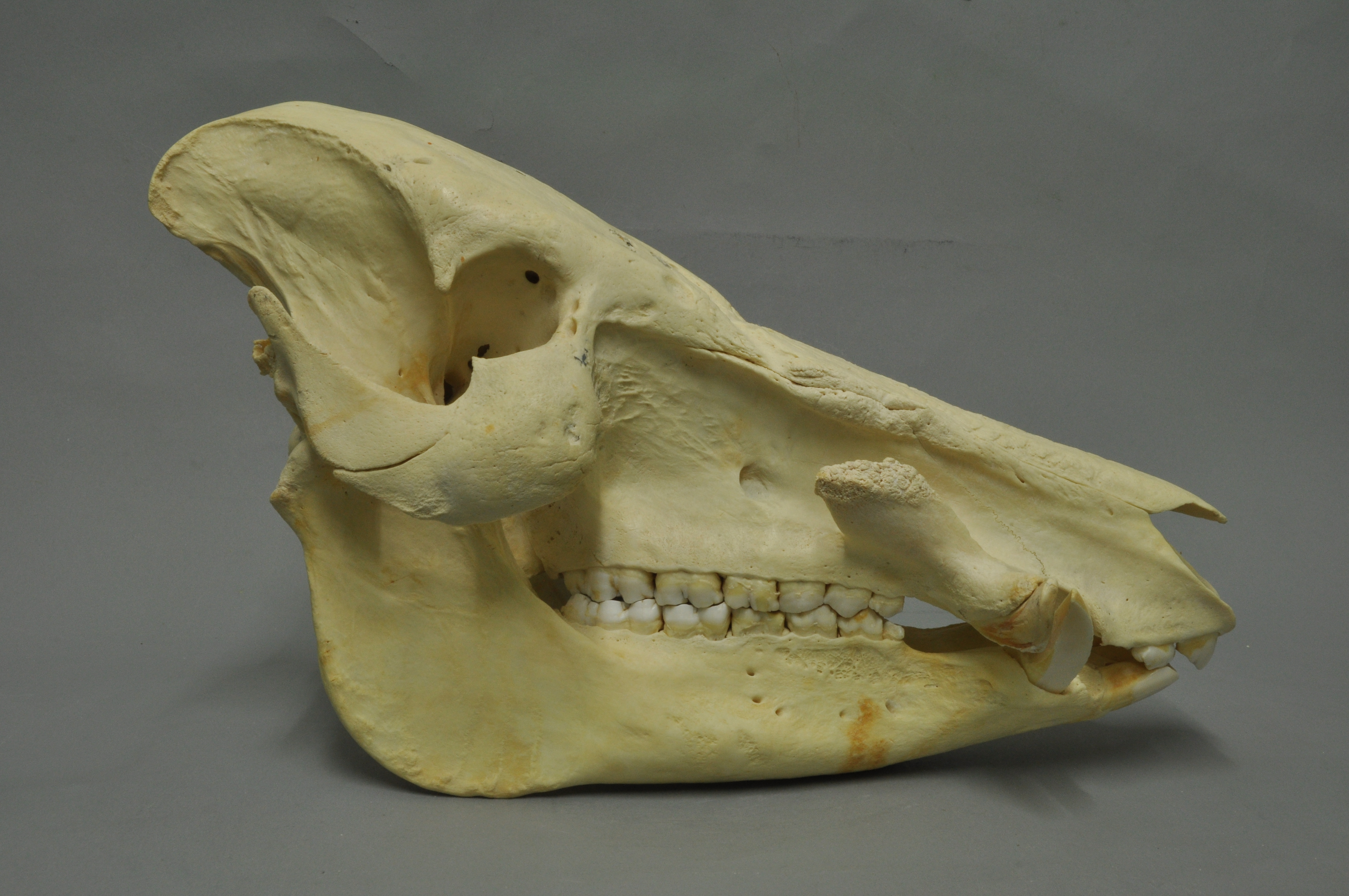
두개골

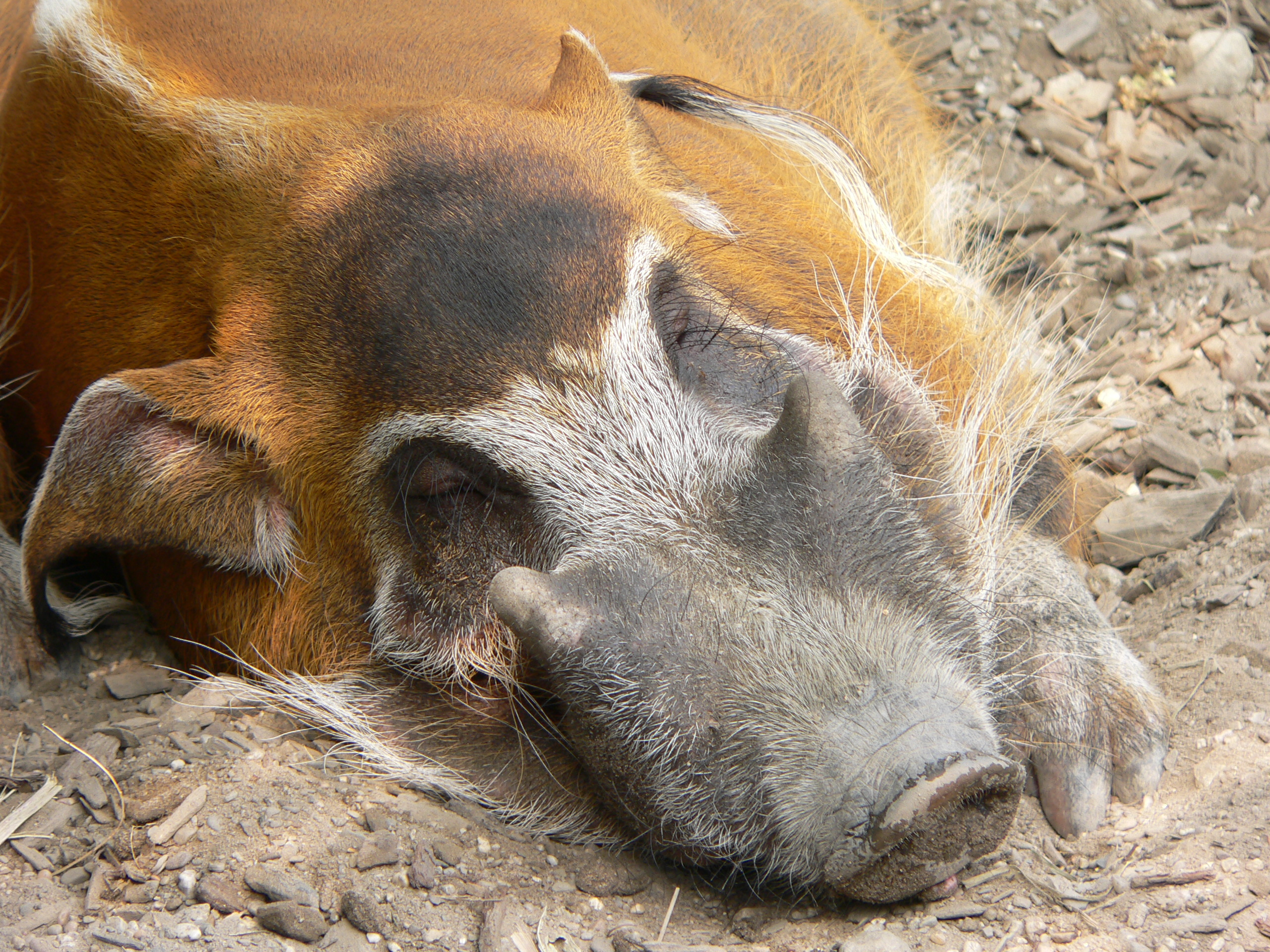
뚜렷한 뼈 얼굴 돌기를 가진 수컷

덤불멧돼지는 눈에 띄는 주황색 내지 적갈색의 털을 갖고 있으며, 다리는 검은색이고 척추를 따라 촘촘한 흰색 줄무늬가 있다. 성체는 눈 주위와 뺨, 턱에 흰색 반점이 있다. 주둥이의 나머지 부분과 얼굴은 이에 대조되는 검정색을 띤다. 턱과 옆구리의 털은 몸의 털보다 길며, 수컷의 얼굴 수염은 특히 두드러진다. 열대 아프리카가 원산지인 다른 돼지 종과 달리 몸 전체가 털로 덮여 있어 맨살이 보이지 않는다.
성체의 몸무게는 45~115kg, 키는 55~80cm, 몸길이는 100~145cm이다. 가느다란 꼬리는 길이가 30~45cm이고 끝부분은 검은 털 다발로 되어있다. 귀는 또한 길고 가늘며 길이가 각각 12cm인 흰색 또는 검은색의 억센 털 다발로 끝난다. 수컷은 암컷보다 약간 크며 주둥이 양쪽에 뚜렷한 원뿔형 돌기가 있고 작고 날카로운 엄니가 있다. 얼굴의 돌기는 뼈가 있으며 다른 수컷과 정면으로 싸울 때 얼굴을 보호하는 역할로 추정된다.
덤불멧돼지의 치아가 배치되는 구조는 멧돼지와 비슷하다. 암수 모두 눈과 발 주변에 냄새샘을 가지고 있다. 수컷은 위턱 엄니과 음경 근처에 추가로 냄새샘이 있다. 또한 턱에는 직경이 약 2cm인 독특한 선상 구조를 가지고 있는데, 아마도 촉각 기능이 있을 것으로 보인다. 암컷은 6개의 젖꼭지를 가지고 있다.

## 분포 및 서식지
덤불멧돼지는 열대 우림, 습하고 울창한 사바나, 숲이 우거진 계곡, 강, 호수 및 습지 근처에 서식한다. 이 종의 분포 지역은 콩고 지역과 감비아에서 콩고 동부까지, 남쪽으로는 카사이 강과 콩고 강까지 다양하다. 친척인 강멧돼지의 서식 범위와 이에 대한 정확한 구분은 불분명하다. 그러나 넓게 보면 덤불멧돼지는 서부와 중앙 아프리카를 차지하고 강멧돼지는 동부와 남부 아프리카를 차지한다. 두 종이 만나는 곳에서는 때때로 두 종간의 번식이 이루어졌다고 하지만 이에 대해 이의를 제기하는 의견도 있다. 과거에는 수많은 아종이 확인되었지만 현재는 모식종 단 하나만이 인정받고 있다.

## 습성 및 생태

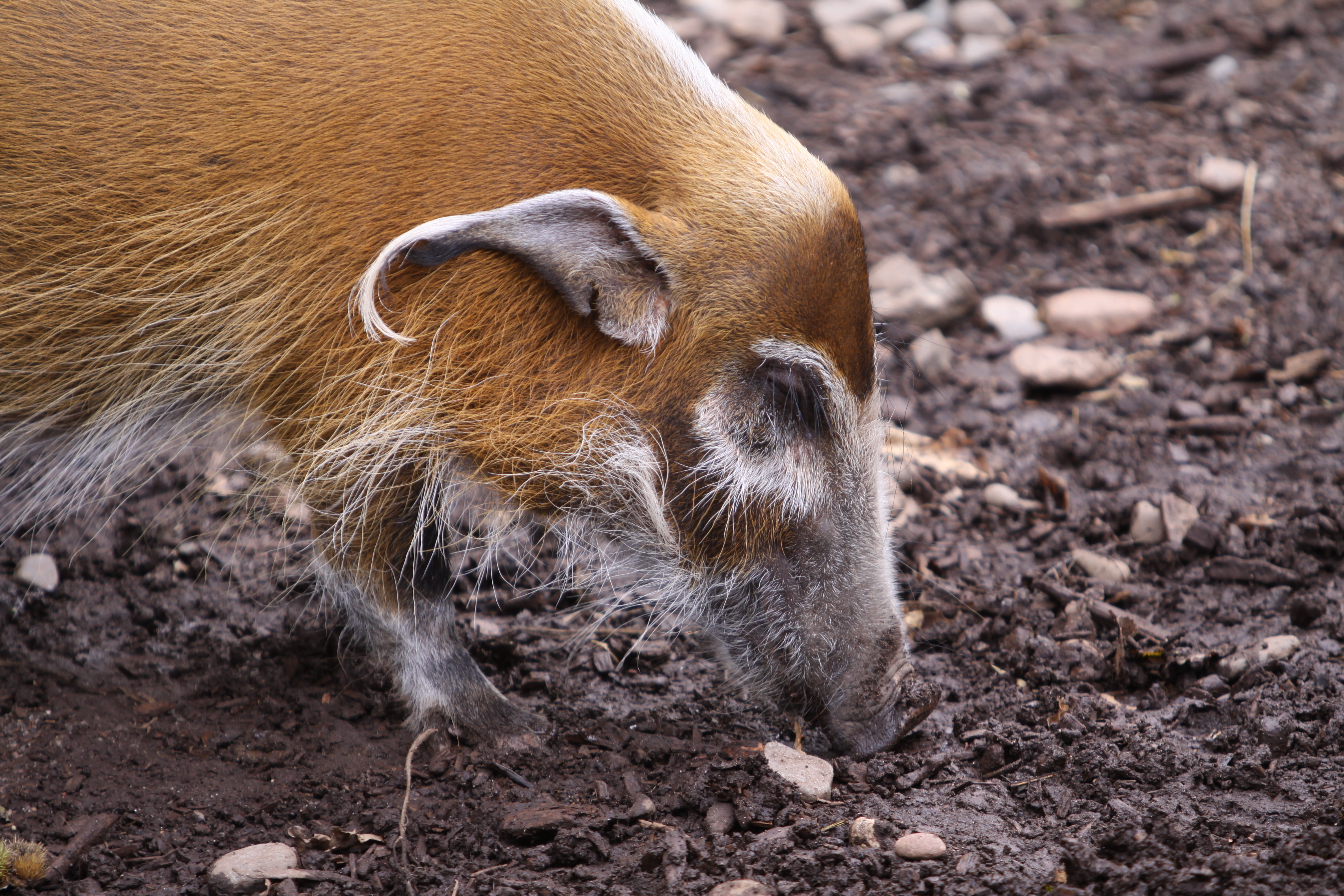
저지 동물원의 덤불멧돼지

덤불멧돼지는 야행성이자 박명박모성 동물이지만 종종 낮에도 활동한다. 이들은 일반적으로 성체 수컷 한 마리와 다수의 성체 암컷 및 그 새끼들로 구성된 대략 6~10마리의 개체로 구성된 가족 단위의 소규모 무리를 지어 생활한다. 그러나 서식 환경이 좋은 지역에서는 30마리 이상의 개체가 모인 대규모 크기의 무리가 관찰되었다. 수컷은 포식자로부터 자신의 무리를 보호하며 주된 천적으로는 표범이 있다.
이들은 경보 및 조난을 알리는 목적으로 끙끙거리고 비명을 지르거나 수동적 접촉을 통한 수신호를 사용하여 다른 개체와 지속적으로 소통한다.
덤불멧돼지는 잡식성으로 주로 식물의 뿌리나 알뿌리, 구근 등을 먹으며 과일 및 씨앗, 견과류, 수생 식물, 풀, 허브, 곰팡이, 새알, 죽은 동물 및 식물의 잔해, 곤충, 달팽이, 도마뱀을 비롯한 파충류나 양과 염소, 새끼 돼지와 같은 가축을 습격하기도 한다. 큰 주둥이를 사용하여 땅 속을 킁킁거리며 먹이를 찾고, 엄니와 앞발로 땅을 긁는다. 종종 카사바나 참마를 비롯한 농작물에 피해를 준다.

## 번식

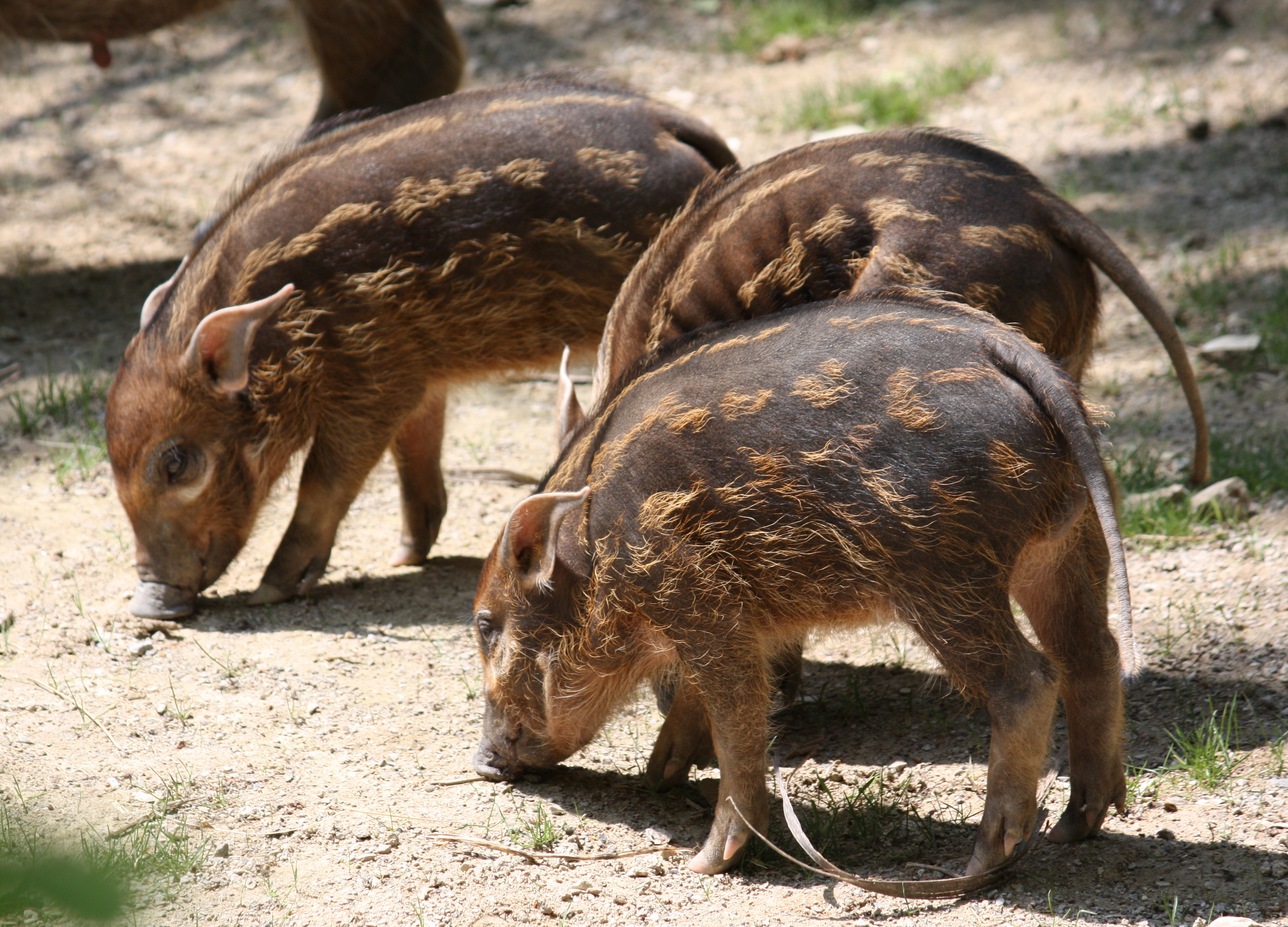
신시내티 동식물원의 새끼 덤불멧돼지

덤불멧돼지는 계절에 따라 번식하므로, 건기가 끝나는 시점인 2월부터 우기가 끝나는 시점인 7월 사이에 새끼를 낳는다. 발정 주기는 34~37일 동안 지속된다. 수컷은 짝짓기를 시작하기 전 암컷의 생식기 부위를 핥으며, 짝짓기는 약 5~10분 동안 지속된다. 임신 기간은 120일이다.
암컷은 죽은 잎과 마른 풀로 둥지를 짓고 한 배에 최대 6마리, 보통 3~4마리의 새끼를 낳는다. 갓 태어난 새끼는 몸무게가 650~900g이며 짙은 갈색에 노란 줄무늬와 반점이 있다. 이들은 태어난 지 약 4개월 후에 젖을 떼고, 6개월이 되면 성체 특유의 불그스름한 털을 갖게 된다. 특유의 어두운 얼굴 무늬는 2세가 되어 성체가 될 때까지 나타나지 않는다. 이들의 수명은 아마도 야생에서 약 15년 정도로 추산하고 있다.